# Мико
Мико је мушко јеврејско име, настало од имена Michael или Михаило или Миклавж. Такође, појављује се и као финско мушко име.

## Популарност
У Словенији је ово име 2007. било на 1.303. месту по популарности, у Квебеку исте године на 604. месту, а у јужној Аустралији 2003. на 545.